# Young Mountain
Young Mountain är det amerikanska post-rockbandet This Will Destroy You's debutalbum, utgivet 6 juni 2006 genom Magic Bullet Records. Skivan planerades från början vara gruppens demoskiva. Skivan fick god kritik från recensenter.

## Låtlista
1. "Quiet" - 4:53
2. "The World is Our _____" – 7:12
3. "I Believe In Your Victory" – 6:32
4. "Grandfather Clock" – 2:37
5. "Happiness: We're in It Together" – 8:34
6. "There Are Some Remedies Worse Than The Disease" – 6:18